# Жилгинський сільський округ
Жилги́нський сільський округ (каз. Жылға ауылдық округі, рос. Жилгинський сельский округ) — адміністративна одиниця у складі Сариагаського району Туркестанської області Казахстану. Адміністративний центр — село Жилга.
Населення — 8634 особи (2021; 8633 у 2009, 8591 у 1999, 8203 у 1989).
Станом на 1989 рік існувала Ченгельдинська сільська рада (села Жилга, Капанза, Каракалпак, Кизилабад, Шимирбай, селища Південна Казарма, Північна Казарма, Чайхана, Ченгельди). 2010 року ліквідовано село Капанза, 2023 року — село Нурауил та селище Роз'їзд 49.

## Склад
До складу округу входять такі населені пункти:
| Населений пункт              | Колишні назви    | Населення, осіб (1989) | Населення, осіб (1999) | Населення, осіб (2009) | Населення, осіб (2021) |
| ---------------------------- | ---------------- | ---------------------- | ---------------------- | ---------------------- | ---------------------- |
| Жилга, село                  | -                | 3096                   | 3767                   | 4196                   | 4402                   |
| --Капанза, село              | -                | 386                    | 269                    | 91                     | -                      |
| --Південна Казарма, селище   | -                | 792                    | -                      | -                      | -                      |
| Каракалпак, село             | -                | 842                    | 934                    | 953                    | 1044                   |
| Кизиласу, село               | Кизилабад        | 371                    | 188                    | 179                    | 150                    |
| Нурауил, село                | Північна Казарма | 216                    | 582                    | 295                    | 277                    |
| Роз'їзд 49, станційне селище | -                | 83                     | 34                     | 14                     | 22                     |
| Чайхана, село                | -                | 328                    | 362                    | 298                    | 307                    |
| Ченгельди, село              | -                | 1507                   | 1764                   | 1864                   | 1589                   |
| Шимирбай, село               | -                | 582                    | 691                    | 743                    | 843                    |